# Мишле, Карл
Карл Людвиг Мишле или Шарль Луи Михелет (нем. Karl Ludwig Michelet; 4 декабря 1801, Берлин — 15 декабря 1893, там же) — немецкий философ-гегельянец французского происхождения.

## Биография
Родился в семье купца-гугенота, позже его отец Луи Мишле (1775—1841) стал владельцем шелковой фабрики.
После окончания французской гимназии, в 1819 году поступил на юридический факультет Берлинского университета. Прослушал курс лекции Ф. Савиньи, затем изучал философию религии и теологию под руководством Шлейермахера, логику и философию права Гегеля.
В 1822 году он сдал первый государственный экзамен, затем написал диссертацию по Гегелю, которую представил 1824 году. После окончании университета, с 1825 по 1850 годы Мишле работал преподавателем французской гимназии.
С 1829 года — адъюнкт-профессор философии Берлинского университета, на этом посту трудился до 1874 года.
Входил в «Общество друзей Гегеля», которое с 1832 по 1845 гг. издало полное собрание сочинений Гегеля, а с 1860 по 1866 был редактором журнала «Der Gedanke».
В 1843 году основал «Философское общество» в Берлине.

## Научная деятельность
Верный ученик Гегеля и представитель левой стороны гегельянства, Мишле отличался своим прогрессивным, доходящим до радикализма политическим и церковным либерализмом.
Его лекции способствовали распространению идей философии Гегеля в первой половине XIX века. Среди учеников Мишле был А. Цешковский. Мишле собрал и восстановил на основе конспектов лекций и рукописных заметок Гегеля, прочитанные им лекции по истории философии и подготовил их для печати.

## Избранные труды
Из трудов Мишле наиболее важны:
- «Die Ethik des Aristoteles in ihrem Verhältniss zum System der Moral» (Б., 1827);
- «Das System der philosophischen Moral» (1828), где рассматриваются основы учения о вменяемости человеческих поступков;
- «Examen critique de l’ouvrage d’Aristote, intitulé Métaphysique» (П., 1836);
- «Geschichte der letzten Systeme der Philosophie in Deutschland von Kant bis Hegel» (в 2-х томах, Берл., 1837—38);
- «Entwickelungsgeschichte der neuesten deutschen Philosophie» (Б., 1848);
- «Schelling und Hegel» (Б., 1839), полемическая брошюра;
- «Anthropologie und Psychologie» (Б., 1840);
- философская трилогия «Die Epiphanie der ewigen Persönlichkeit des Geistes» (1844—1852; личность абсолюта, исторический Христос и новое христианство, будущность человечества и бессмертие души);
- «Vorlesungen über die Persönlichkeit Gottes und die Unsterblichkeit der Seele» (1841);
- «Geschichte der Menschheit in ihrem Entwickelungsgang seit 1775» (1855—1860);
- «Naturrecht oder Rechtsphilosophie» (Б., 1866);
- «Das System der Philosophie als exacter Wissenschaft» (I—V, Б., 1876—1881; логика, философия природы, философия духа, философия истории).
- «Wahrheit aus meinem Leben» (Б., 1884).
- «Examen critique de l’ouvrage d’Aristote intitulé Métaphysique» (1896) и др.

## Источник
- Мишле, Карл Лудвиг // Энциклопедический словарь Брокгауза и Ефрона : в 86 т. (82 т. и 4 доп.). — СПб., 1890—1907.